# 中野ダンキチ
中野 ダンキチ（なかの だんきち）は、映画評論家、タレント、俳優。神奈川県横浜市出身。1973年生まれ。

## 経歴
水野晴郎の監督作品「シベリア超特急（シベ超）」と出会い、水野に心酔。勤務していた大手企業を退職後、水野晴郎事務所に入社し、「シベ超」の全国上映会を取り仕切ったり、WEBサイトを通して水野のスポークスマン役を務めるなど活躍。また俳優として、「謎の中国人役」でシベ超の舞台に出演した。
水野の死後、事務所を引き継ぐ一方、自らの映画評論家としての活動も活発化。
「シベ超」のように、世間からは駄作の烙印を押されているが、看過しがたい魅力を持つ映画を「Z級映画」と定義し、ユニークな視点でその啓蒙活動を行っている。
「Z級映画ライター」として文筆活動を行うほか、ポッドキャストやテレビ番組「U・LA・LA@7」（TOKYO MX）などで、その軽妙な語りを披露している。
2013年には「グルメ発掘家」を標榜。富山県のほたるいかなど、地方グルメのプロデュースも手がけており、堀口文宏（あさりど）と三重県のグルメトークイベントを立ち上げ、定期的に開催した（映画関連活動に注力するため、この年限りで休止）。
現在は映画ライターのほかプロモート活動も行い、「シベ超」への関与も続けている。